# Petrocosmea iodioides
Petrocosmea iodioides är en tvåhjärtbladig växtart som beskrevs av Hemsley. Petrocosmea iodioides ingår i släktet Petrocosmea och familjen Gesneriaceae. Inga underarter finns listade i Catalogue of Life.